# Seth Benardete
Seth Benardete (* 4. April 1930 in Brooklyn; † 14. November 2001) war ein US-amerikanischer Klassischer Philologe und Philosophiehistoriker.
Seth Benardete stammte aus einer Akademikerfamilie. Sein Vater Maír José Benardete war Professor für Spanisch am Brooklyn College und ein Experte für sephardische Kultur, seine Mutter war Professorin im English Department des Brooklyn College. Sein älterer Bruder José Benardete war ein bekannter Philosoph.
Benardete studierte von 1948 an der University of Chicago und erwarb dort 1949 den B.A. in Classics. Es folgte ein Graduiertenstudium am Committee on Social Thought derselben Universität, wo er unter anderem zusammen mit Allan Bloom, Harvey Mansfield, Stanley Rosen und Philipp Fehl Schüler von Leo Strauss war. Unterbrochen war dieses Studium von einem Jahr an der American School of Classical Studies at Athens (1952–1953) und von einem Jahr in Florenz mit einer Ford Foundation Fellowship (1953–54), wo er seine Dissertation über Achilles and Hector: The Homeric Hero verfasste, mit der 1955 am Committee on Social Thought zum Ph.D. 1955 promoviert wurde.
Seine erste Anstellung war die eines Tutor am St. John’s College in Annapolis, Maryland (1955–1957). Es folgten zwei Jahre an der Harvard University (1957–1960) und einige an der Brandeis University (1960–1965). Bis zur Emeritierung forschte und lehrte er dann an der New York University und an der New School. Eine Schülerin ist Ronna Burger.
Seine Forschungsschwerpunkte waren zu Beginn Homer (die Ilias) und Herodot, im Verlauf seiner Karriere entwickelte er sich jedoch zu einem Platon-Experten, der zu beinahe allen Schriften Platons veröffentlichte. Eine späte Arbeit verband eine Interpretation der Odyssee mit einem platonischen Ansatz. Seine Forschungen wurden von dem National Endowment for the Humanities, der Earhart Foundation und der Carl Friedrich von Siemens Stiftung unterstützt.
Er war mit seiner Frau Jane, einer Literaturwissenschaftlerin, verheiratet. Sie hatten einen Sohn, Ethan, ein Neurochirurg, und eine Tochter, Alexandra Emma, eine Architektin.

## Schriften (Auswahl)
- The Eccentric Core: The Thought of Seth Benardete. Ed. by Ronna Burger and Patrick Goodin. St Augustine’s Press, South Bend 2018. (Sammlung von Aufsätzen Benardetes)
- The Rhetoric and Morality of Philosophy: Plato’s Gorgias and Phaedrus. Chicago, 2009.
- The Tragedy and Comedy of Life: Plato’s Philebus. Chicago, 2009.
- Achilles and Hector: The Homeric Hero. St Augustine’s Press, South Bend 2005. (Neuauflage der Dissertation von 1955)
- mit Allan Bloom: Plato’s Symposium. Chicago 2001.
- Plato’s Laws: The Discovery of Being. Chicago 2000.
- The Bow and the Lyre: A Platonic Reading of the Odyssey. Lanham, MD, 1997.
- Socrates’ Second Sailing: On Plato’s Republic. Chicago, 1989.
- The Being of the Beautiful: Plato’s Theaetetus, Sophist, and Statesman. Chicago, 1984.
- Herodotean Inquiries. The Hague, 1969.